# Kleine Sandwüste

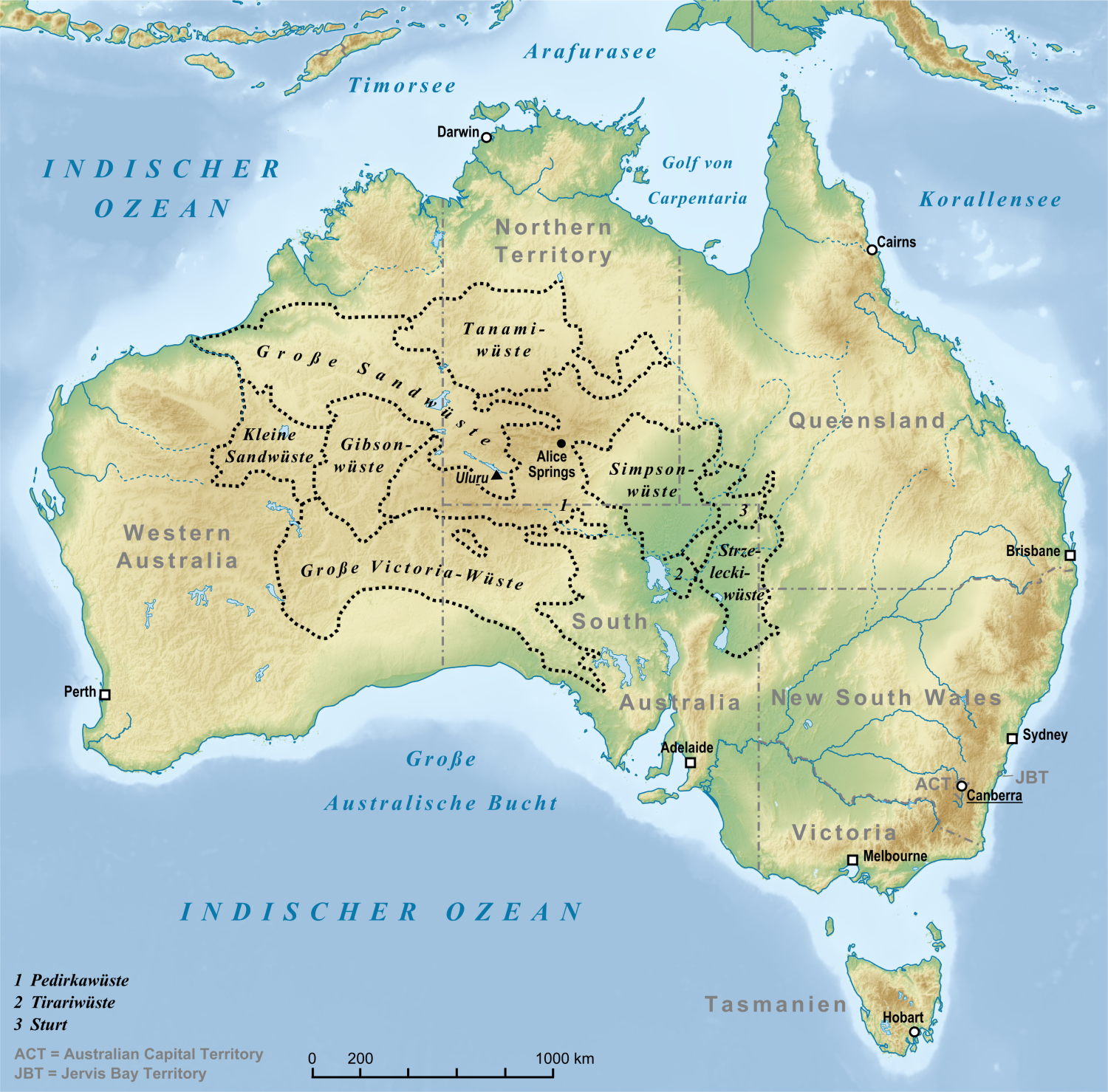
Australische Wüsten

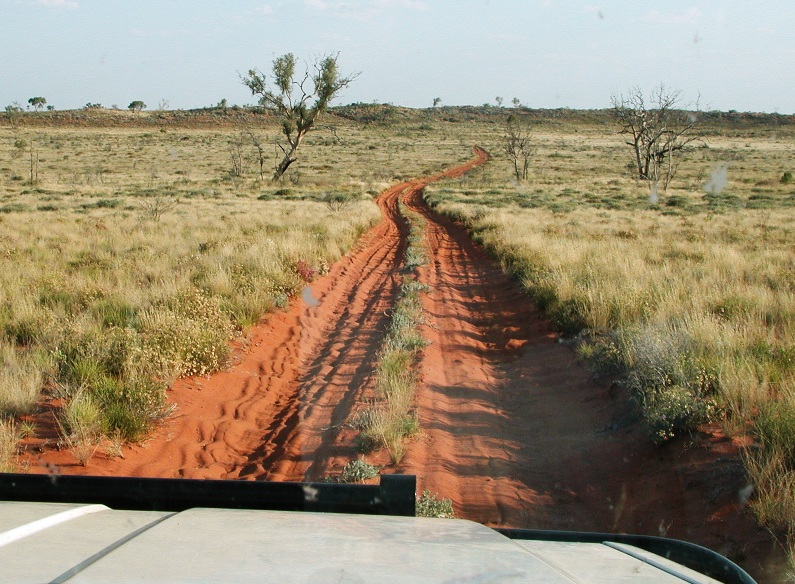
Kleine Sandwüste und die Canning Stock Route

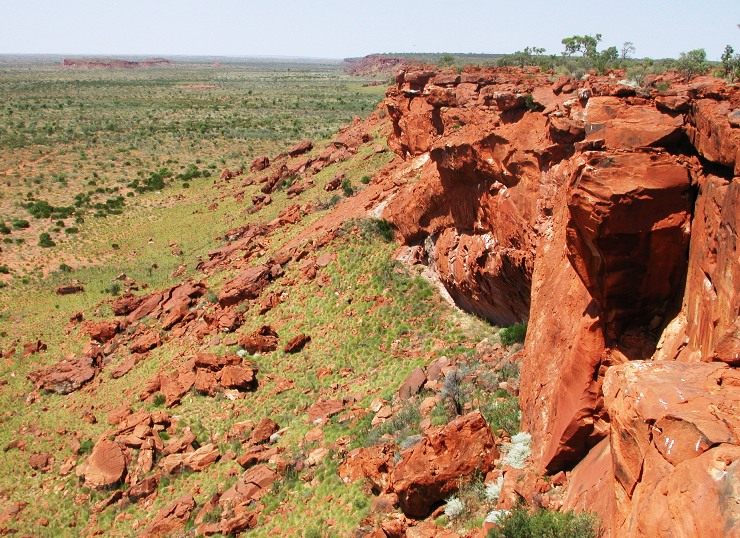
Kleine Sandwüste bei Durba Spring

Die Kleine Sandwüste (engl. Little Sandy Desert) ist eine Wüste im Bundesstaat Western Australia, die südlich der Großen Sandwüste und westlich der Gibsonwüste liegt. Sie bedeckt eine Fläche von 111.500 km² im westlichen Australien.

## Land
Diese Kleine Sandwüste schließt sich unmittelbar an die Große Sandwüste an und bekam ihren Namen daher, dass die Vegetation und die Fauna dieser gleicht. Das Wüstengebiet hat zahlreiche Dünenfelder und Berge aus rotem Sandstein. Das Klima ist aride und lediglich im Sommer fällt Regen. Wenn es regnet, fließt das Wasser in den Lake Disappointment. Es gibt weitere kleine Seen, die austrocknen.
Größtenteils ist das Land im Besitz der Aborigine und es ist dünn besiedelt; es gibt keine Siedlung in der Wüstenregion. Am Rand der Wüste liegt der Ort Newman (Mundiwindi) im Westen der Pilbararegion.
Durch die Wüste führt die Canning Stock Route, die nur mit allradfähigen Fahrzeugen befahrbar ist. Ferner befindet sich der Rudall River National Park in diesem Wüstengebiet und es werden einige Minen betrieben.

## Flora und Fauna
Es wachsen vornehmlich Süßgräser, es gibt 670 Arten von Pflanzen und 220 Vogelarten, wie Papageien. Kurzkopfgleitbeutler, Fuchskusu, Känguru, Fledermäuse, Bartagamen und Echsen leben im Little Sandy Desert Park und am Rudall River sind 11 Arten von Wasservögeln gezählt worden.
In der Wüste wächst vornehmlich Süßgras und es wachsen Banksia und Kasuarinengewächse und Frühlingsblumen, nach einem Regen.